# Democracia líquida
La democracia líquida o democracia delegativa revocable es una forma de democracia «delegativa» (Una versión electrónica intermedia entre la democracia directa y la democracia representativa) que Incluye la posibilidad de delegación de voto revocable de forma instantánea, de ahí su liquidez. Términos relacionados son la democracia digital directa, democracia electrónica directa o democracia participativa digital. Así mismo se ha propuesto la posibilidad de una democracia real electrónica, aunque en este caso no existe la posibilidad de delegar el voto.
En todo caso, hay que distinguir este tipo de democracia digital de la democracia (exclusivamente) delegada, que es otra denominación para la  democracia restrictivamente representativa.

## Características

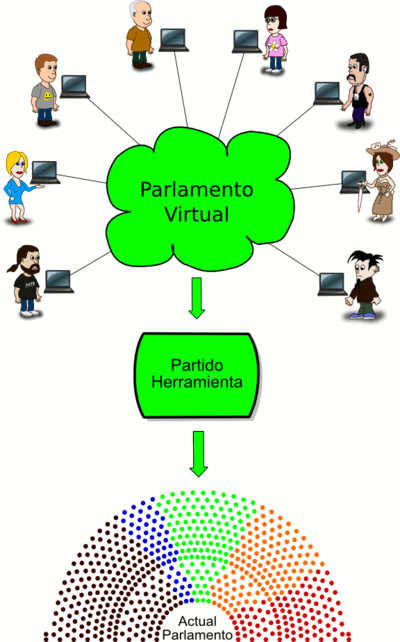
Esquema democracia líquida

Es un sistema en el que cualquier ciudadano tiene la posibilidad de votar por Internet cada decisión del parlamento y realizar propuestas. También puede ser representante virtual, mediante la publicación de su intención de voto en nombre del partido político o corriente de opinión a la que representa.
No es necesario esperar 4 años para cambiar de representantes. El voto delegado puede recuperarse en cualquier momento:
- para votar una decisión puntual en la que se quiere participar directamente
- para tomar parte activa en el parlamento virtual, votando en cada decisión
- para delegar en otro representante[1]

## Funcionamiento

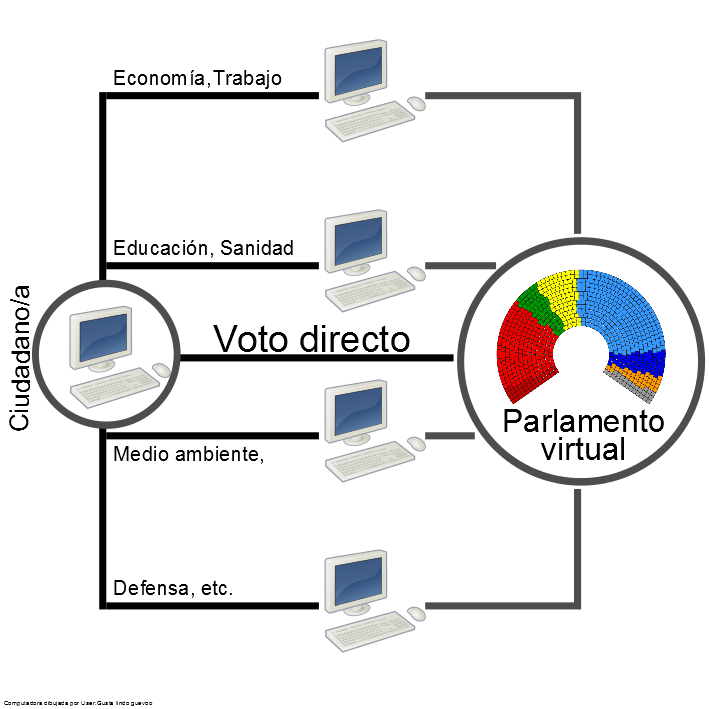
Proceso del voto en el sistema de la democracia líquida

Un parlamento virtual permitirá que cada ciudadano ocupe su escaño y pueda votar, realizar propuestas o delegar su voto en los representantes que elija. El voto se verifica mediante DNI electrónico (DNIe), que incorpora funciones criptográficas de identificación y firma digital, lo que permite garantizar la identidad del ciudadano y verificar su voto.

## Delegación de voto
En un sistema de democracia líquida avanzado, se pueden elegir diferentes representantes para cada área de decisión (economía, medio ambiente, educación,...). De esta forma, en cada decisión el votante no vota directamente, le representa un experto de su confianza para el área de decisión implicada.

### Delegación transitiva
Una posibilidad es la delegación transitiva, que permite que los representantes (votantes) puedan delegar en otros representantes, estableciéndose así cadenas de confianza que canalizan los votos de manera óptima, pues los ciudadanos pueden cambiar de representantes siempre que quieran.
La delegación de voto por Internet es una idea que todavía no ha sido puesta en práctica.

## Diferencias con lademocracia directa.
La democracia directa es una forma de control popular donde las decisiones colectivas pueden adoptarse por medio de los votos directos de los votantes (votación popular), como es el caso del referéndum. 
Dos diferencias fundamentales son:
- Opcionalidad de participación directa: Se puede considerar democracia líquida a una "democracia directa digital voluntaria" en el que el votante puede participar en las decisiones, aunque puede optar por la abstención o delegar su voto a otra persona si carecen de tiempo y/o el interés de votar sobre la materia delegada.
- Decisiones revisables: Las decisiones del parlamento son capaces de ser examinadas por los constituyentes. Esto contrasta con la democracia directa donde las decisiones sólo pueden ser cambiadas.

## Variantes

### Democracia 4.0
Democracia 4.0 es una iniciativa del 15M, creada por el abogado Juan Moreno Yagüe, en octubre de 2011. Esta propuesta de democracia fue apoyada por la Plataforma DRY. En 2013 apareció el Partido X, un partido vinculado al 15M que lleva esta propuesta en su programa "democraciaypunto"
Propone una versión seccionada de la democracia líquida, donde solo se permite la delegación del voto en los partidos políticos, por lo que es una visión partidista. El sistema de democracia representativa con los partidos políticos seguiría funcionando, pero todo ciudadano podría ejercer su derecho a voto a través de una web gestionada por el gobierno mediante el DNIe. Cuando un ciudadano ejerza el voto, le quitará la cuota de representación que le corresponde al parlamento. Si no vota, delega el voto al parlamento.
Argumentan que, como el censo de electores en España es de, aproximadamente, 35 millones de votantes y el Congreso de los Diputados consta de 350 diputados, cada escaño equivale a 100.000 votos. Basándose en eso, proponen una democracia directa donde las personas pudieran votar desde su casa (voto por Internet) o desde cualquier otro centro de votación habilitado permanentemente (oficinas de correo, ayuntamientos, etc…), las votaciones del Congreso de los Diputados. Por cada ciudadano que ejerciera su derecho a voto, le restaría la cuota de representación que le pertenece al diputado, dándose el caso de que si en una votación todos los ciudadanos con derecho a voto votan, elige el pueblo y no el parlamento.
La iniciativa Democracia 4.0, detalla la base jurídica para poder practicar actualmente un voto directo y permanente en todos los asuntos que afecten a los ciudadanos, cumpliendo los artículos 1.2, 9 y 23 de la Constitución Española, sin ninguna modificación legislativa.

2. La soberanía nacional reside en el pueblo español, del que emanan los poderes del Estado.
Art. 1 de la Constitución.

2. Corresponde a los poderes públicos promover las condiciones para que la libertad y la igualdad del individuo y de los grupos en que se integra sean reales y efectivas; remover los obstáculos que impidan o dificulten su plenitud y facilitar la participación de todos los ciudadanos en la vida política, económica, cultural y social.
Art. 9 de la Constitución.

1. Los ciudadanos tienen el derecho a participar en los asuntos públicos, directamente o por medio de representantes, libremente elegidos en elecciones periódicas por sufragio universal.
Art. 23 de la Constitución. Derecho fundamental.